# Maria Clementina Anuarite Nengapeta
Maria Clementina (al secolo Alphonsine) Anuarite Nengapeta (Wamba, 29 dicembre 1939 – Isiro, 1º dicembre 1964) è stata una religiosa congolese della congregazione delle Suore della Sacra Famiglia di Wamba; rapita dai ribelli Simba nel convento di Bafwabaka, fu assassinata per aver resistito a un tentativo di stupro. È stata dichiarata martire e beatificata da papa Giovanni Paolo II nel 1985.
Il suo elogio si legge nel Martirologio romano al 1º dicembre.